# Jurassic World: Dominion
Jurassic World: Dominion (titulada: Jurassic World: Dominio en Hispanoamérica) es una película estadounidense de 2022 de ciencia ficción y aventura que se estrenó el 1 de junio de 2022 en México, y el 10 de junio de 2022 en Estados Unidos. Es la secuela de Jurassic World y Jurassic World: el reino caído.
La película está dirigida por Colin Trevorrow, así como la sexta entrega de la franquicia Parque Jurásico y la tercera película de la serie Jurassic World, que comenzó en 2015. El rodaje tuvo lugar de febrero a noviembre de 2020 en Vancouver, Canadá, Pinewood Studios de Inglaterra, Malta y Suiza. Legendary Pictures no participó en la producción de la película debido a la expiración de su asociación de cuatro años con Universal.
Jurassic World: Dominion tuvo su estreno en la Ciudad de México el 23 de mayo de 2022, y fue estrenada en cines de los Estados Unidos el 10 de junio de 2022 por Universal Pictures en IMAX, 4DX, RealD 3D, y en Dolby Cinema. Al igual que sus predecesoras, la película fue un éxito financiero, recaudó mil millones de dólares en todo el mundo y se convirtió en la segunda película más taquillera de 2022, la tercera película estrenada después de la pandemia de COVID-19 en recaudar U$S 1   000   000 000 (mil millones), y la cuarta película de la franquicia en recaudar $ mil millones.

## Sinopsis
Tiempo después de los sucesos de Fallen Kingdom, los dinosaurios han vuelto a tomar el dominio en toda la tierra y los humanos tendrán que aprender a convivir con ellos mientras que un nuevo problema pondrá alta tensión a la situación. Owen Grady y Claire Dearing unirán fuerzas junto con la ayuda del famoso paleontólogo Alan Grant, la doctora Ellie Satler y el Doctor Ian Malcolm para resolverlo.

## Argumento
Cuatro años después de la destrucción volcánica de Isla Nublar y el incidente de la mansión Lockwood, se ve al Mosasaurus hundiendo un barco de pesca después de agarrar su jaula de cangrejos de las nieves con sus mandíbulas. Muchas personas han muerto por incidentes relacionados con los desextintos dinosaurios, y aunque muchos piensan que todos los animales prehistóricos deberían ser exterminados, otros han encontrado una manera en el mercado negro de vender y distribuir ilegalmente todos los animales prehistóricos capturados. El gobierno entrega las riendas al CEO de «Biosyn Genétics» con la promesa de mantener a los dinosaurios en un santuario en la cordillera de las Dolomitas en Italia para investigarlos más con fines farmacéuticos. La cobertura de noticias también señala que Maisie Lockwood, la nieta clonada de Sir Benjamin Lockwood, desapareció después de que se hizo pública su verdadera naturaleza como clon.
En una instalación en Nevada, la ex-directora de operaciones de Jurassic World, Claire Dearing y la paleoveterinaria Zia (Daniella Pineda) salvan a un Nasutoceratops bebé de un criadero ilegal. Se reúnen con Franklin Webb  mientras escapan en una camioneta, pero los guardias de seguridad los persiguen hasta que los tres logran perderlos. Claire avisa de forma anónima al «Departamento de Pesca y Fauna Salvaje» pero Franklin y Zia le dicen a Claire que ya no pueden seguir con este tipo de trabajo y, aunque apoyan a Claire y sus esfuerzos, están avanzando hacia trabajos que sean más seguros para ellos.
En algún lugar cerca de las montañas nevadas de Nevada, Owen Grady monta a caballo para controlar una manada de Parasaurolophus. Una vez que termina, regresa a la cabaña que comparte con Claire y Maisie, ya que él y Claire ahora son sus padres adoptivos. Aunque a Maisie le gusta salir de casa y presenciar los dinosaurios en tierra, Claire y Owen intentan mantenerla oculta por temor a que alguien la persiga. Esto hace que se enoje con ellos y también siente curiosidad por Charlotte Lockwood, de quien fue clonada. Efectivamente, los mercenarios liderados por Rainn Delacourt  los están espiando en el bosque, siendo Maisie su objetivo.
No muy lejos de la cabaña, Blue la Velociraptor entrenada por Owen, reprodujo asexualmente a una cría (a quien Maisie luego llama «Beta»). Van a cazar juntas.
En Texas, dos niños son perseguidos por un enorme enjambre de langostas. Esto llama la atención de la paleobotánica Ellie Sattler, ahora divorciada. Ella investiga la granja donde las langostas atacaron y devoraron todos los cultivos. La madre de los niños le dice a Ellie que BioSyn planta los cultivos vecinos, que no fueron afectados por las langostas.
Ellie se reúne con el paleontólogo y expareja romántica, Dr. Alan Grant, que trabaja con otros aspirantes a paleontólogos. Ella le trae una langosta capturada, parecida al grillo mormón (Anabrus simplex), y le explica que amenaza las cosechas y el suministro de alimentos del mundo. Alan y Ellie suponen que BioSyn debe haberlos creado para que sus cultivos sean todo lo que queda. Ellie quiere obtener ADN de otra langosta en el santuario BioSyn y le pide ayuda a Alan. Ya fue invitada por su viejo amigo, el estudioso de la Teoría del caos Ian Malcolm. A pesar de mostrar algunas dudas, Alan finalmente acepta unirse.
De vuelta en la cabaña, Blue y Beta se encuentran con Owen, Claire y Maisie. Todos se sorprenden al ver que Blue se ha convertido en madre. Los mercenarios pronto hacen su movimiento y capturan a Beta. Maisie cruza el puente en bicicleta y los villanos también se la llevan. Owen ve esto y pide a Claire que vaya tras ellos. Claire dice que sabe quién puede ayudarlos.
Claire contacta a Franklin, que ahora trabaja para la CIA. Les ayuda a obtener información sobre Delacourt y les indica al excompañero de trabajo de Owen en Jurassic World, Barry Sembene, quien puede ayudarlos a llevarlos a donde los mercenarios llevan a Maisie y Beta. Les comenta que las han llevado a Malta.
Alan y Ellie llegan al santuario y conocen a Ramsay Cole, jefe de comunicaciones de BioSyn. Les presenta a Dodgson, quien les promete que están trabajando en algo revolucionario e innovador. Alan y Ellie son acompañados y encuentran a Ian dando una conferencia. Luego, se une a ellos y discretamente le dice a Ellie que las langostas son de hecho parte de un plan siniestro de BioSyn. Mientras tanto, Dodgson se reúne con el genetista Henry Wu, quien también se unió a Biosyn y creó clandestinamente la especie de langosta en un proyecto paralelo y secreto llamado «Aliados Hexápodos» pero desde entonces se arrepiente de sus acciones para ayudar a mantener estos experimentos, ya que observa que las langostas han crecido a un ritmo alarmante.
En Valletta, una socia de Dodgson, Soyona Santos, lo llama para decirle que Maisie y Beta han sido transportadas por separado a la sede de BioSyn. Owen y Claire también llegan y se reúnen con Barry. Los lleva a una zona de dinosaurios donde descubren un enorme mercado negro, donde los animales son vendidos, comidos o obligados a luchar. Claire conoce a Kayla Watts, una piloto que vuela para los vendedores. Ella advierte a Claire que no se meta con nadie allí, pero finalmente acepta ayudar a Claire a encontrar a Maisie. Mientras esto sucede, Owen y Barry permanecen ocultos y presencian la reunión de Delacourt con Santos para contrabandear Atrociraptors. Los dos se enfrentan y luchan contra Delacourt y sus hombres. Owen le ordena que diga dónde están Maisie y Beta, y él simplemente le da el nombre de Santos antes de que los dinosaurios se lo coman en el ring de pelea. Claire lucha contra Santos y descubre que Maisie se dirige a BioSyn y deja atrás a un dinosaurio suelto antes de encontrarse a Kayla. Barry arresta a Santos, pero no antes de que ella le mande a uno de sus Atrociraptors contra Owen, quien está en una motocicleta para alcanzar a Claire y Kayla. Se las arregla para abordar el avión de Kayla justo cuando ella se está preparando para despegar con Claire, y Owen usa la motocicleta para derribar al dinosaurio de la rampa y arrojarlo al océano.
Maisie llega al cuartel general y se encuentra con Wu. Él le explica que si bien es un clon de Charlotte, también es su hija real porque ella la dio a luz. Maisie mira imágenes de video de Charlotte y ve cuando estaba embarazada de Maisie Wu le explica que Blue se reprodujo sola debido a que cuando la crearon usaron ADN de lagarto monitor para completar su genoma. Charlotte padecía una enfermedad genética, pero logró alterar el ADN de Maisie para eliminar todo rastro de la enfermedad. Wu espera que al estudiar el ADN de Maisie pueda revertir el brote de langostas alterando su ADN.
Alan y Ellie se cuelan en la sala de contención para que las langostas obtengan una muestra de ADN, justo cuando Maisie intenta escapar con Beta. Dodgson hace sonar la alarma, lo que hace que las langostas pululen alrededor de Alan y Ellie, pero logran salir sanos y salvos. Conocen a Maisie, quien sabe quiénes son. Ella se une a ellos mientras corren. Ramsay los encuentra y acepta ayudarlos porque considera que el trabajo de BioSyn no es ético. Los envía en un monorraíl a un lugar seguro. Ellie le dice a Maisie que conoció a Charlotte cuando era estudiante y dice que era una persona brillante y amable. 
En el aire, el avión de Kayla es atacado por un Quetzalcoatlus, lo que obliga a Claire a eyectarse y caer entre los árboles después de que le rompieron el paracaídas. Owen y Kayla chocan contra un lago de hielo cercano. Intentan cruzarlo de forma segura, pero son perseguidos por un Pyroraptor. Los dos llegan justo a tiempo y se dirigen a reubicar a Claire, Kayla le revela a Owen que le gustan las pelirrojas. Ella baja del árbol pero tiene que evadir silenciosamente a unTherizinosaurus que la ha estado acechando en el bosque. Owen y Kayla se esconden de la Tyrannosaurus rex de Ingen (Rexy) que estaba por comerse un venado muerto y aparece frente a ella, pero el ADN de una nueva especie llamada Giganotosaurus, un depredador mucho más grande, la detiene. Se las arreglan para llegar a Claire. En la noche frente a un observatorio en el valle Owen y Kayla salvan a Claire de tres Dilophosaurus al espantarlos con un aparato de descargas eléctricas.
Alan, Ellie y Maisie atraviesan a pie las cavernas y se encuentran con varios dimetrodontes que los atacan, lo que los impulsó a correr hasta salir. Mientras tanto, Ian critica a Dodgson por sus acciones y Dodgson lo despide. Ian trabaja con Ramsay para volver con sus amigos. Les ayuda a escapar de los dinosaurios liberándolos del recinto. Luego, Dodgson prende fuego al laboratorio de langostas para destruir las pruebas. Las langostas en llamas se liberan y comienzan a volar hacia el exterior. Alan, Ellie, Ian y Maisie intentan escapar de un dinosaurio grande en una camioneta, pero son derribados colina abajo. Afortunadamente, aterrizan cerca de Owen, Claire y Kayla, reuniendo a los dos primeros con Maisie. Claire también conoce a Ellie mientras Owen conoce a Alan. Luego, el grupo es acechado por el Giganotosaurus, que casi atrapa a Maisie, pero ella escapa. Ian lo defiende arrojándole un paño ardiente en la boca.
Mientras los humanos trabajan en un plan de escape, BioSyn comienza a arder hasta los cimientos, lo que obliga a los empleados a huir. Dodgson intenta irse con su trabajo y Ramsay lo regaña por última vez antes de irse. Dodgson intenta escapar en el monorraíl, pero es acorralado por un trío de Dilophosaurus, que se lo comen. Beta se encuentra con Owen, Alan y Maisie, quienes la sedan para que puedan llevarla con seguridad. También los encuentra Wu, quien ha encontrado una manera de alterar el ADN de las langostas para detener la propagación. Justo cuando el grupo prepara su partida, el Giganotosaurus reaparece, pero luego queda atrapado entre la T-Rex y el Therizinosaurus. Aunque el Giganotosaurus «mata» a la T.Rex y pone su mirada a los supervivientes, Kayla lanza una bengala donde atrae la atención del enemigo y del Therizinosaurus. Los humanos huyen para evitar la pelea de dinosaurios, y termina cuando el T-Rex empuja al Giganotosaurus hacia las garras del Therizinosaurus.
Al regresar a un lugar seguro, Alan y Ellie reavivan su romance y luego se dirigen a Washington D. C. para testificar contra BioSyn en el Senado. El trabajo de Wu es un éxito y detiene la propagación de langostas. Owen, Claire y Maisie regresan a casa y reúnen a Beta con Blue. Antes de retirarse al bosque, Blue comparte una última mirada con Owen. La ONU declara que el santuario de Biosyn se convierta en un refugio global para dinosaurios, se ve que la T.Rex (Rexy) de Isla Nublar se encuentra con la misma pareja de T.Rex de la Isla Sorna.

## Reparto
- Chris Pratt como Owen Grady: un exmilitar, etólogo y entrenador de velociraptores que trabajó en el parque sucesor de Jurassic Park, Jurassic World hasta el incidente de 2015, trabajó en pesca y fauna e intenta junto con Claire adoptar a  Maisie.[8]
- Bryce Dallas Howard como Claire Dearing: exgerente de Jurassic World que trabajaba para la compañía propietaria del parque conocida como InGen. Que ahora es dueña de una ONG para luchar por los derechos de los dinosaurios y es la pareja e interés amoroso de Owen.[8]
- Laura Dern como Dra. Ellie Sattler: una paleobotánica divorciada, que estudia el impacto de la agricultura industrial en el ambiente. quién estuvo junto con Alan Grant e Ian Malcolm en el incidente de parque jurásico.[12]
- Sam Neill como Dr. Alan Grant: un paleontólogo de fama mundial que también supervisó Jurassic Park[12]
- Jeff Goldblum como Dr. Ian Malcolm: un matemático famoso y sarcástico especializado en la teoría del caos, quién publicó un libro sobre el tema.[12]
- DeWanda Wise como Kayla Watts: una expiloto de la Fuerza Aérea de los Estados Unidos y contrabandista que trabaja para la compañía rival de InGen, Biosyn (su comentario de que le gustan «las pelirrojas» hizo pensar a algunos aficionados y espectadores de que es lesbiana pero según los medios este personaje es bisexual).
- Isabella Sermon como Maisie Lockwood/ Maisie Grady Dearing: una joven de 14 años que es la hija clonada de la hija del ex-socio de Hammond, Benjamin Lockwood. Es la principal responsable de que los dinosaurios se expandieran por todo el mundo de nuevo, y fue gestada por su madre después de que fuera clonada por la madre misma, y no por su abuelo como fue revelado en la anterior película.[13]
- Mamoudou Athie como Ramsay Cole: un empleado de Biosyn que conoce las instalaciones y sistemas de operación de la compañía.[14]
- B. D. Wong como Dr. Henry Wu: un genetista ex-empleado de InGen, es el responsable de la creación genética de clonación de los dinosaurios desde la primera película y que ahora trabaja para su principal competencia, Biosyn.
- Omar Sy como Barry Sembène: un agente afrofrancés de la Inteligencia Francesa que es el ex-socio de Owen Grady mientras trabajaban en Jurassic World y que está infiltrado en una red ilegal que trafica con especies de dinosaurio.
- Campbell Scott como Lewis Dodgson: el codicioso CEO del principal competidor InGen, Biosyn. Que es que está detrás de la crisis agrícola por parte de una plaga de langostas gigantes antes extinta.
- Justice Smith como Franklin Webb: un informático que trabajó para la ONG de Claire y que ahora trabaja para la CIA.
- Daniella Pineda como Zía Rodríguez: una paleoveterinaria empleada de la ONG fundada por Claire.
- Dichen Lachman como Soyona Santos: una traficante de dinosaurios del mercado negro en Malta.
- Scott Haze como Rainn Delacourt: un cazador furtivo de dinosaurios que es uno de los gánsters de Soyona Santos. Es alguien similar a Dieter Stark.

## Animales extintos en pantalla

#### Terrestres
- Tyrannosaurus rex: dinosaurio carnívoro de gran tamaño, con un enorme cráneo equilibrado por una larga y pesada cola y con dos pequeños miembros delanteros. Se trata del mismo espécimen hembra visto en Parque Jurásico y Jurassic World y Jurassic World: Fallen Kingdom al cual nombran como «Rexy» de acuerdo a varios fanáticos de la saga. Tras su enfrentamiento con los raptores en la primera entrega y en los años posteriores contra la Indominus rex, su cuerpo está lleno de cicatrices. Llega a la base de Biosyn y se enfrenta al Giganotosaurus con la ayuda del Therizinosaurus. Al final de la película podemos ver otros dos ejemplares, estos dos son Buck y Doe de la película The Lost World: Jurassic Park.
- Velociraptor: dinosaurio carnívoro de gran inteligencia provisto de una poderosa garra curva en cada pata trasera. Debido a su pequeño tamaño es un depredador capaz de correr a gran velocidad y efectuar grandes saltos. Se puede observar a la raptor «Blue» y a su cría «Beta» reencontrándose con Owen Su aspecto es bastante diferente a la especie real que existió, pues evidencias científicas demostraron que el velociraptor era mucho más pequeño que el mostrado en la película y además estaba cubierto de plumas, al contrario de los ya vistos en la saga, cuyo aspecto se asemeja más a otro dromaeosaurus llamado Achillobator. El tamaño real de un velociraptor no excede el de un perro mediano, su complexión es muy ligera y el cráneo es alargado.[15]
- Atrociraptor: esta especie parecida al Velociraptor forman una nueva «raptor squad» con cuatro integrantes: Red, Tiger, Pantera y Ghost, aunque durante la película jamás se menciona que tengan nombres. Los cuatro quedan libres por Malta donde persiguen a Owen y Claire por órdenes de la villana Soyona Santos quien originalmente tenía el plan de venderlos. Con estos dinosaurios se continúa el concepto de adiestramiento y uso de dinosaurios como armas tal y como se pretendía hacerlo con el Indoraptor en Jurassic World: Fallen Kingdom; en este caso se presentan como animales totalmente adiestrados capaces de atacar cuando su presa es señalada con un puntero láser. En el guion inicial de la película se trataba originalmente de Deinonychus, mientras que en la película al igual que el Velociraptor media el tamaño de un hombre y sin plumas en la realidad eran pequeños como un gato y con plumas.
- Pyroraptor: dinosaurio que pertenece a la familia del Velociraptor, este tenía su cuerpo totalmente emplumado. Se puede ver un ejemplar en una presa congelada en el valle de Biosyn atacando a Owen y Kayla después de estrellarse con un avión en esa misma presa. Este dinosaurio tenía la capacidad de bucear debajo de la superficie congelada. mientras que en la película tenía como un metro de altura, el real era tan pequeño como el verdadero Velociraptor.
- Compsognathus: apodado Compi en los libros y en las películas. Es un pequeño dinosaurio carnívoro terópodo celofísido que vivió a finales del Triásico superior. Mide 30 centímetros de alto y su alimento está compuesto principalmente de carroña, pequeños mamíferos, insectos y excrementos, aunque si deciden atacar en grupo son capaces de matar a un ser humano como ya demostraron en The Lost World: Jurassic Park. También se vieron en Jurassic Park III y Jurassic World: Fallen Kingdom. Un grupo de Compis se pueden ver durante la escena de Malta y otros persiguiendo a una niña pequeña.
- Carnotaurus: dinosaurio carnívoro cuya principal característica son los dos cuernos que le sobresalen encima del cráneo. Se ven dos ejemplares en la escena de Malta, el primero de ellos uno juvenil inicialmente encadenado y con un bozal, y luego en el ring de peleas donde caen Owen y Rain durante su enfrentamiento, el animal indirectamente ayuda a retener al villano atrapándolo por el brazo con intenciones de devorarlo. Un ejemplar adulto, posiblemente uno de los que escaparon de la Mansión Loockwood, también se puede ver en el interior del mercado negro de Malta, inicialmente contenido dentro de una gran jaula y después liberado intencionalmente por Rainn Delacourt para repeler a Owen; al liberarse junto con el Allosaurus comienzan a sembrar el caos en el interior del mercado y después en la Plaza San Jorge de La Valeta. De acuerdo al merchandising de la película, hay un cartel que anuncia una pelea entre el Allosaurus y el Carnotaurus como parte de las actividades del mercado negro; este hecho explica el por qué en la película estos dos carnívoros aparecen juntos.
- Baryonyx: aparece una cría en el mercado negro de Malta con una prótesis metálica en una de sus garras y peleando en un ring contra un allosaurus también juvenil. Durante la pelea entre Owen y Rainn Delacourt se libera y termina devorando al villano.
- Apatosaurus: es un dinosaurio saurópodo herbívoro con cuello largo y con una enorme cola en forma de látigo con la que se defendía de los depredadores. Se observa a un par de ellos en la escena donde Maisie va al aserradero del pueblo, allí un grupo de trabajadores los arrean a fin de protegerlos.
- Gallimimus: es un dinosaurio omnívoro con apariencia similar a las actuales avestruces, capaz de correr a grandes velocidades. Lo vemos en el valle de Biosyn y también en estampida por el medio de unos coches.
- Stegosaurus: dinosaurio herbívoro con placas romboidales que se elevan verticalmente a lo largo de su arqueado lomo y dos pares de púas largas que se extienden horizontalmente cerca del extremo de la cola. Lo podemos ver habitando en el valle de Biosyn.
- Brachiosaurus: dinosaurio saurópodo herbívoro con cuello largo y uno de los dinosaurios más conocidos. Debe su nombre a la gran altura de su húmero, o hueso del brazo superior, que es más largo que la mayoría de los humanos. Son altos, luego de verse en la película Parque Jurásico y Parque Jurásico III y Jurassic World: Fallen Kingdom. Los podemos ver escapando del fuego en el valle de Biosyn.
- Dreadnoughtus: se pueden ver varios en el valle de Biosyn. Es la especie de saurópodo más grande de la película. Desde Jurassic World: Fallen Kingdom hay referencias de estos animales durante la escena final en la que Wu lleva consigo un maletín lleno de embriones.
- Triceratops: dinosaurio herbívoro de la familia de los ceratópsidos. Lleva una gran gola ósea cubriéndole el cuello y tres largos cuernos que usan para pelear entre ellos y para defenderse de los dinosaurios carnívoros. Habita en el valle de Biosyn.
- Ankylosaurus: es un dinosaurio herbívoro que posee una armadura de grandes protuberancias y placas óseas incrustadas en la piel y una cola con forma de porra que usa a modo de defensa. Se pueden observar en el valle de Biosyn y también se ven otros en libertad en las escenas finales.
- Sinoceratops: dinosaurio herbívoro de la familia de los ceratópsidos. Lleva una gran gola ósea con espinas cubriéndole el cuello y un largo cuerno nasal. Lo vemos al principio de la película en una criadero ilegal embistiendo varios vehículos por la persecución contra Claire y sus amigos, y en las escenas finales caminando a la par con unos elefantes en África.
- Nasutoceratops: se pueden ver al principio de la película varias crías encerradas en una granja, en el exterior de la granja habitaban ejemplares adultos los cuales embisten a los vehículos que persiguen a Claire. También varios de ellos habitan en el valle de Biosyn.
- Allosaurus: dinosaurio terópodo carnívoro alosáurido. Es un gran terópodo típico con un cráneo grande y un cuello corto, una cola larga y miembros superiores reducidos. En la película, durante las escenas del mercado negro de Malta, se observa un ejemplar pequeño enfrentándose a un Baryonyx también juvenil, y otro individuo ya adulto siendo liberado a la par que el carnotaurus durante el enfrentamiento entre Owen y Delacourt; fuera de sus jaulas ambos carnívoros comienzan a devorar a la gente dentro del mercado y en el exterior en las calles de la ciudad.
- Stygimoloch: dinosaurio herbívoro marginocéfalo paquicefalosáurido que vivía en América del Norte hace 66 millones de años. Uno de estos especímenes es visto junto a un tren al inicio de la película y otro enjaulado en el mercado negro de Malta.
- Parasaurolophus: dinosaurio herbívoro ornitópodo hadrosáurido que habitó América del Norte y Europa hace 76 millones de años. Aparece en al principio siendo domado por Owen, también habita el valle de Biosyn y podemos ver otro grupo de ellos en libertad con unos caballos salvajes.
- Dilophosaurus: Fue creado con menores dimensiones con respecto a las del ejemplar real para evitar que la audiencia lo confundiera con los velociraptores.[16] Su habilidad para escupir fluidos venenosos es ficticia. Para recrear sus sonidos vocales combinaron los sonidos provenientes de un cisne, un halcón, un mono aullador y una víbora de cascabel. . En esta ocasión tienen una escena en la que acechan a Claire, uno de ellos estando a punto de atacarla; posteriormente tres de ellos son los que matan a Lewis Dodgson.
- Therizinosaurus: dinosaurio herbívoro que posee tres garras enormes en sus patas delanteras y que habitó en el período Cretácico, hace aproximadamente 70 a 66 millones de años, en el Maastrichtiense, en lo que hoy es Asia. Habita en el valle de Biosyn y en su encuentro con Claire inicialmente no la detecta debido a que tiene problemas de visión a causa de una catarata. Pese a ser un dinosaurio herbívoro es extremadamente territorial y hostil contra cualquier intruso y con sus garras puede matar cualquier cosa que se mueva delante de él, por lo que puede ser el dinosaurio más peligroso de prácticamente toda la saga. Gracias a esta conducta agresiva es capaz de enfrentar sin problemas a los grandes dinosaurios carnívoros; de hecho, forma parte de la batalla final entre el T-Rex y el Giganotosaurus, donde este en plena pelea con el Giganotosaurus, el dinosaurio carnívoro le termina rompiendo una de sus garras y de forma indirecta termina «ayuda» a matar al dinosaurio carnívoro con la ayuda de la T-Rex apodada «Rexy».
- Giganotosaurus: dinosaurio carnívoro de gran tamaño, mayor que el T-rex y uno de los principales antangonistas de la película. Tiene un enorme cráneo equilibrado por una larga y pesada cola y con dos pequeños miembros delanteros, vivió a mediados del periodo Cretácico hace aproximadamente entre 99,6 y 96 millones de años, en el Cenomaniense,[17] en lo que hoy es Sudamérica. Habita en el valle de Biosyn manteniendo una relación simbiótica con el pequeño Moros intrepidus, en la película se describe como el dinosaurio carnívoro más grande que existió, pero en la realidad el Spinosaurus era más grande que esté dinosaurio. antes de la llegada de la T-Rex es considerado el carnívoro alfa de todo el valle, pero durante el enfrentamiento final contra el T-Rex y el Therizinosaurus pierde la vida.
- Iguanodon: se pueden ver varios ejemplares habitando en el valle de Biosyn.
- Microceratus: visibles en el mercado negro de Malta y en las escenas flashback de la historia de Charlotte Lockwood durante los desarrollos genéticos previos a Jurassic Park. En estas escenas se puede ver que desde 1987 ya habían logrado clonar algunas especies, por lo que Microceratus puede considerarse de las primeras especies de dinosaurios en Jurassic Park.
- Dimetrodon: animales sinapsidos del periodo Pérmico, en la película habitan en una cueva donde atacan a Ellie, Alan y Maisie. Por primera vez en toda la saga esta especie ha conseguido tener una aparición pese a que a lo largo de los años se ha producido su figura de acción. Cabe señalar que el Dimetrodon sería una de los animales más antiguos que los dinosaurios en ser clonado, al ser un animal del Pérmico existió mucho antes de que existieran los dinosaurios.
- Moros intrepidus: se pueden observar dentro de las instalaciones de Biosyn siendo alimentados con gerbos; otro ejemplar al final de la película jugando con una niña en un parque. Esta era una de las especies con el ADN 100% puro. Durante el prólogo y posteriormente en las escenas del valle de Biosyn puede observarse que mantiene una relación simbiótica con el Giganotosaurus, en la realidad estos dos dinosaurios no vivieron juntos porque el Moros existió en la actual Norteamérica y el Giganotosaurus existió en la actual Sudamérica.
- Lystrosaurus: sinápsidos pequeños, se les ve en el mercado negro de Malta y al parecer son utilizados también en peleas clandestinas. Junto con el dimetrodon serían los animales  más antiguos que los dinosaurios en ser clonados satisfactoriamente. Tiene una escena de lucha contra un Oviraptor, donde sale victorioso. Es la mascota de Kayla y su nombre es «Leonard».
- Oviraptor: se puede ver uno de ellos en el prólogo. Tiene una escena de lucha contra un Lystrosaurus, en la que pierde y muere decapitado.

#### Voladores
- Pteranodon: es un pterosaurio carnívoro que ha hecho acto de aparición en las películas desde The Lost World: Jurassic Park, Parque Jurásico III, Jurassic World y Jurassic World: Fallen Kingdom. Se les ven volando en valle de Biosyn y atacan a Claire cuando es expulsada del avión de Kayla.
- Quetzalcoatlus: es un pterosaurio carnívoro del Cretácico superior en Norteamérica (Maastrichtiense, hace cerca de 68-66 millones de años), y uno de los mayores animales voladores conocidos de todos los tiempos. Era un miembro de los azdárquidos, una familia de avanzados pterosaurios sin dientes con cuellos rígidos e inusualmente largos. Aparece varias veces en la película, una pareja creando un nido en el One World Trade Center de Nueva York, otro en los cielos del valle de Biosyn derribando el avión en el que viajan los protagonistas, y también otros en las escenas finales formando bandadas con pteranodon y otras aves modernas.

- Dimorphodon: Es un pterosaurio carnívoro que pudimos ver en Jurassic World. Se pueden observar varios ejemplares en el mercado negro de Malta, aunque de un tamaño mucho menor al que tenían la primera vez que aparecieron en la saga; la forma en cómo los utiliza la gente se asemeja a la cetrería actual.

#### Acuáticos
- Mosasaurus: es un mosasáurido, carnívoro y piscívoro con un cuerpo amplio en forma de barril y que vivía cerca de la superficie del océano. Se le ve al principio robando a unos pescadores y al final nadando con unas ballenas.

## Producción

### Desarrollo
Durante las primeras conversaciones sobre Jurassic World (2015), el productor ejecutivo Steven Spielberg le dijo al director Colin Trevorrow que estaba interesado en que se hicieran varias películas más. En abril de 2014, Trevorrow anunció que se habían discutido las secuelas de Jurassic World: «Queríamos crear algo que fuera un poco menos arbitrario y episódico, y algo que pudiera potencialmente convertirse en una serie que se sintiera como una historia completa». El actor Chris Pratt, quien interpretó a Owen en Jurassic World, fue contratado para futuras películas de la serie. Trevorrow dijo que la amistad en Jurassic World entre Owen y Barry (interpretado por Omar Sy) podría continuar en las secuelas.
En mayo de 2015, Trevorrow manifestó su deseo de que otros directores trabajaran en futuras películas de la serie, creyendo que diferentes directores podrían aportar diferentes cualidades a futuras películas. El mes siguiente, Trevorrow declaró además: «Creo que esta es una de esas franquicias, como Misión: Imposible y les gusta lo que están haciendo actualmente con Star Wars, que realmente se beneficiará de nuevas voces y nuevos puntos de vista. […] En el futuro, mirando la forma en que las franquicias han estado funcionando, estoy bastante seguro de que esto es la respuesta correcta para este. Necesitamos mantenerlo nuevo y seguir cambiando y dejar que evolucione constantemente». Trevorrow también dijo que la serie no siempre se trataría de un parque temático de dinosaurios, afirmando que las películas futuras podrían explorar la idea de la coexistencia de dinosaurios y humanos.
En septiembre de 2015, Trevorrow dijo que el personaje de Bryce Dallas Howard, Claire, sería el que más evolucionaría en el transcurso de una trilogía de Jurassic World que ya se estaba planificando mientras él escribía Mundo Jurásico. El mes siguiente, el productor de Jurassic World Frank Marshall confirmó los planes para una tercera película de Jurassic World. En noviembre de 2015, la presidenta de Universal Pictures Donna Langley dijo que Trevorrow y Spielberg tenían una idea para la historia de la película.
En septiembre de 2016, se reafirmaron los planes para una trilogía de Jurassic World, y se le preguntó a Trevorrow cuánta planificación había puesto en una trilogía mientras filmaba Jurassic World en 2014: «Sabía el final. Sabía a dónde quería que llegara». Trevorrow dijo más tarde que planificar el comienzo, la mitad y el final de la trilogía con anticipación «es crucial para una franquicia como esta si realmente quieres que las personas te acompañen y asegúrate de que sigan interesadas. Es necesario pensar en ello. ese nivel. No puede ser arbitrario [...] las primeras películas de  Jurassic Park  tenían finales definitivos bastante claros. Eran mucho más episódicos».

### Preproducción
En febrero de 2018, se anunció que la película sin título, conocida entonces como Jurassic World 3, se estrenaría el 11 de junio de 2021. También se anunció que Trevorrow escribiría el guion con Emily Carmichael, basado en una historia de Trevorrow y su compañero de escritura, Derek Connolly, quien trabajó con Trevorrow en los guiones de las películas anteriores de Jurassic World. Al igual que en las películas anteriores, Marshall y Patrick Crowley actuarán como productores, con Trevorrow y Spielberg como productores ejecutivos. El 30 de marzo de 2018, se anunció que Trevorrow también dirigiría la película, después de que Spielberg le pidiera que lo hiciera. J. A. Bayona había dirigido la película anterior, Jurassic World: Fallen Kingdom, y Trevorrow se inspiró en el trabajo de Bayona en la película, diciendo que «me dio ganas de terminar lo que empezamos».

### Guion
Durante el desarrollo de Jurassic World: Fallen Kingdom en 2015, Trevorrow, el coguionista y productor ejecutivo de la película, dijo que Fallen Kingdom podría involucrar dinosaurios en código abierto, dando como resultado que múltiples entidades alrededor del mundo puedan crear sus propios dinosaurios para diversos usos. Ciertas escenas e ideas relacionadas con la integración de los dinosaurios en el mundo fueron finalmente eliminadas del guion de Jurassic World: Fallen Kingdom para guardarlas para la tercera película y mantener enfocada la historia de la segunda. Según Bayona, «Hubo momentos en los que pensamos, esto es más como una escena de Jurassic 3», así que las sacamos del guion. Algunas de esas escenas pensamos que se veían mejor en un mundo donde los dinosaurios se había extendido por todo el mundo. Colin, de vez en cuando, se me acercaba y me decía: «Quiero que este personaje diga esa línea porque este es un momento que hace referencia a algo que quiero usar en Jurassic 3».
Trevorrow conoció a Carmichael después de ver un cortometraje suyo y dijo: «Supe de inmediato que amaba su cerebro». Trevorrow quedó impresionado posteriormente con el trabajo de escritura de Carmichael en Pacific Rim: Uprising  (2018) y una nueva versión de The Black Hole, protagonizada por él para elegirla como coguionista de Jurassic World 3. Trevorrow y Carmichael estaban escribiendo el guion en abril de 2018. Trevorrow dijo que Jurassic World 3 sería un «thriller científico», y lo describió como la película de Jurassic World que más se acercaría al tono de la primera película de la franquicia, Jurassic Park. También dijo que la película no incluiría ningún dinosaurio híbrido, como los que habían tenido papeles prominentes en las dos entregas anteriores de la franquicia de Jurassic World. Trevorrow luego describió la película como una «celebración de todo lo que ha existido en la franquicia hasta ahora».
Tras el lanzamiento en 2018 de Jurassic World: Fallen Kingdom, Trevorrow declaró que la secuela se centraría en los dinosaurios que pasaron a ser de código abierto después de ser vendidos y difundidos por todo el mundo en Fallen Kingdom, permitiendo a personas que no sean Dr. Henry Wu para crear sus propios dinosaurios. Trevorrow declaró que la película estaría ambientada en todo el mundo y dijo que la idea de que Henry Wu fuera la única persona que sabe cómo crear un dinosaurio era descabellada «después de 30 años de existencia de esta tecnología» dentro del universo de las películas. Además, la película se centraría en los dinosaurios que fueron liberados al final de Fallen Kingdom, pero no representaría dinosaurios aterrorizando ciudades, una idea que Trevorrow consideraba poco realista. En cambio, Trevorrow estaba interesado en un mundo en el que «un dinosaurio podría correr frente a su automóvil en una carretera secundaria con niebla o invadir su campamento en busca de comida. Un mundo donde la interacción de los dinosaurios es poco probable pero posible, de la misma manera que nos preocupamos de osos o tiburones. Cazamos animales, los traficamos, los pasamos, los criamos, invadimos su territorio y pagamos el precio, pero no vamos a la guerra con ellos». Trevorrow dijo que la película también trataría sobre la redención de Owen y Claire, y su responsabilidad de cuidar de Maisie, una chica clonada de la película anterior Trevorrow dijo sobre la película y sus predecesoras: «Tengo una película de dinosaurios que siempre quise ver, y se necesitaron dos películas para ganarla».
Con respecto al realismo de la historia de la película, Trevorrow dijo: «Creo que lo que es muy importante y lo que podría desmoronarse, si solo los dinosaurios [están] en todas partes todo el tiempo. Creo que cualquier tipo de aceptación global de que están por ahí no se siente real para mí porque, incluso ahora, cuando piensas en animales, ¿cuándo fue la última vez que viste un tigre caminando por la calle? Sabemos que hay tigres. Sabemos que están ahí fuera. Pero para mí, es muy importante que mantenga esto basado en el contexto de nuestra relación con los animales salvajes hoy». Howard declaró que quería que la película «te dejara boquiabierto en términos de: “Vaya, aquí es donde puede llegar esta tecnología. Esto es en lo que el mundo realmente podría convertirse si esta tecnología cayera en las manos equivocadas”. Básicamente, ver un mundo con dinosaurios en todas partes». Trevorrow declaró que su objetivo con la trilogía Jurassic World era que la frase de Claire de la primera película, «Ya nadie se impresiona con un dinosaurio», se demuestre que es falsa en la película final.

### Selección del reparto
La actriz Laura Dern, que interpretó a Dr. Ellie Sattler en la trilogía cinematográfica anterior Jurassic Park, comentó en marzo de 2017: «Como les dije a las personas que están haciendo la nueva serie, "Si ustedes hacen una última, deben dejar que venga Ellie Sattler de vuelta"». Dern expresó un mayor interés en retomar su papel más tarde ese año. Trevorrow anunció en abril de 2018 que Pratt y Howard repetirían sus papeles de las películas anteriores, y que había otros personajes en Fallen Kingdom que «te darás cuenta de que son personajes importantes». Más tarde ese año, Howard dijo que su mayor deseo para la película era incluir más personajes de la trilogía de Jurassic Park, incluyendo Ellie Sattler y el personaje de Jeff Goldblum Ian Malcolm. Trevorrow insinuó que Sam Neill y Dern podrían repetir sus papeles para la película. Neill interpretó previamente a Dr. Alan Grant en películas anteriores. Trevorrow también dijo que el Dr. Henry Wu, que apareció en las películas de  Jurassic World anteriores, era también un personaje importante en la trama de la película.
En septiembre de 2019, se confirmó que Neill, Dern y Goldblum regresarían para la película en papeles importantes. Aparecerán a lo largo de la película. Jurassic World: Dominion marcará la primera aparición de Neill y Dern en la serie de películas desde Jurassic Park III (2001). También marcará la primera aparición del trío en una película juntos desde la película original de Jurassic Park, mientras que Goldblum repitió brevemente su papel en Fallen Kingdom. Trevorrow dijo que trabajaría con los tres actores para asegurarse de que sus personajes sean retratados con precisión y dijo: «Ellos conocen y aman a estos personajes». Trevorrow también dijo que la película respondería preguntas sobre los personajes como «¿quiénes son estas personas ahora? ¿Qué opinan del nuevo mundo en el que viven y cómo se sienten al ser parte de su historia?». Neill dijo que se pondría en forma física para prepararse para el papel, que incluiría correr.
En octubre de 2019, Mamoudou Athie y DeWanda Wise obtuvieron los papeles principales. Athie no pasó por un proceso de audición o prueba de pantalla, sino que fue elegido después de una reunión con Trevorrow, quien lo había visto en una película anterior y quedó impresionado por su actuación. A finales de 2019, se anunció que Justice Smith y Daniella Pineda repetirían sus papeles de Fallen Kingdom. Isabella Sermon también repite su papel de Maisie de Fallen Kingdom. A principios de 2020 se anunció que Jake Johnson y Omar Sy volverían a interpretar sus papeles de Jurassic World, y que Dichen Lachman y Scott Haze también habían sido elegidos para los papeles. BD Wong también fue confirmado para repetir su papel del Dr. Henry Wu de películas anteriores. En junio de 2020 se anunció que Campbell Scott interpretaría a Lewis Dodgson, un personaje que aparece brevemente en la primera película de Jurassic Park. El papel fue originalmente interpretado por Cameron Thor, pero fue refundido para Jurassic World: Dominion, ya que Thor había sido arrestado desde entonces por agredir sexualmente a una niña de 13 años y está cumpliendo seis años en una prisión estatal. Pratt comparó Jurassic World: Dominion  con otra película en la que estuvo,  Avengers: Endgame  (2019), ya que ambas películas presentan el regreso de numerosos personajes de sus respectivas franquicias.
Andy Buckley, quien interpretó a Scott Mitchell en Jurassic World, declaró que en un momento estaba apegado a repetir su papel, pero su inclusión se abandonó durante las reescrituras.

### Filmación
El 19 de febrero de 2020, una unidad de producción utilizó drones para filmar escenas aéreas en Cathedral Grove en la Isla de Vancouver de Canadá. La Fotografía principal comenzó el 24 de febrero de 2020, y el título de la película se anunció al día siguiente como Jurassic World: Dominion. El rodaje en la ciudad canadiense de Merritt, Columbia Británica estaba programado para comenzar el 25 de febrero de 2020. El rodaje en Merritt concluyó a principios de marzo, y el rodaje incluyó el centro de la ciudad.
Más tarde, en marzo de 2020, la producción se trasladó a Hawley Common (Hawley Common) de Inglaterra, donde se rodaron partes de la película anterior. La filmación en Hawley Common, así como en Minley Woods, se llevó a cabo durante un rodaje de tres noches del 9 al 11 de marzo, con filmación en helicóptero en la última noche. Otros lugares de rodaje en Inglaterra incluirían Pinewood Studios, donde se rodó la película anterior. La filmación en los estudios incluiría el 007 Stage, donde se ensamblaron grandes sets. Un exterior ambientado en Pinewood Studios mostraba un avión estrellado en un entorno nevado. Otros lugares de rodaje incluirían el país de Malta y su capital, La Valeta. Malta fue elegida como lugar de rodaje después de que la comisión cinematográfica del país introdujera incentivos financieros en abril de 2019, con la esperanza de atraer el proyecto a la zona.
El presupuesto de la película es de $ 165 millones. John Schwartzman es el director de fotografía de la película, y regresa al puesto después de trabajar con Trevorrow en la primera película de Jurassic World. La película está filmada bajo el título provisional  Arcadia, que es el nombre del barco que transportó dinosaurios al continente estadounidense en la película anterior. La película usa más dinosaurios animatronicos que las películas anteriores de Jurassic World. Los animatronicos fueron creados por John Nolan, y el paleontólogo Steve Brusatte es consultor científico de la película.

#### Pandemia de COVID-19
El 13 de marzo de 2020, se interrumpió la producción como medida de seguridad debido a la pandemia de COVID-19. Se esperaba originalmente una decisión sobre cuándo reanudar la producción dentro de varias semanas. Tras el retraso, los realizadores ahorraron tiempo haciendo postproducción en el metraje que ya estaba filmado. La mayoría de estas escenas presentaban dinosaurios, lo que permitió al equipo de efectos visuales comenzar con las criaturas.
Universal finalmente confirmó que la filmación se reanudaría en julio de 2020, en Pinewood Studios. Universal planeó gastar aproximadamente $ 5 millones en varios protocolos de seguridad, incluyendo miles de pruebas COVID-19 para cada elenco y miembro del equipo, que serían probados antes de que se reanudara la producción y varias veces durante el rodaje. Se encargaría una instalación médica para realizar las pruebas, y los médicos y enfermeras se ubicarían en el lugar durante la filmación. El elenco y el equipo también se someterían a COVID-19 entrenamiento, y el conjunto de Pinewood incluiría 150 estaciones de desinfección de manos y 1.800 señales de seguridad para recordarles precauciones de seguridad como distanciamiento social. También se construirían estaciones de prueba de temperatura de paso. Se requeriría que todos los miembros del equipo de producción usen máscaras, excepto los actores durante el rodaje. El elenco recibió un documento de 109 páginas que describe varios protocolos de seguridad. Además, el equipo de producción de 750 personas se dividió en dos grupos, con un grupo más grande compuesto por miembros del equipo involucrados en la construcción, la utilería y otras actividades previas a la filmación. El grupo más pequeño estaba formado por Trevorrow, el elenco y miembros esenciales del equipo.
El rodaje se reanudó el 6 de julio de 2020. Universal alquiló un hotel completo en Inglaterra por el resto del rodaje, lo que permitió al elenco y al equipo permanecer en cuarentena allí durante dos semanas antes de reanudar la filmación. Después de la cuarentena, se les permitió deambular libremente por el hotel sin distanciamiento social ni uso de máscaras. El elenco y los empleados del hotel fueron evaluados tres veces por semana. Alquilar un hotel completo, combinado con las precauciones del COVID-19, convenció al elenco de que sería seguro reanudar la filmación. El hotel proporcionó una «burbuja» protectora para el elenco y el equipo. Trevorrow animó a los miembros del elenco a hacer sus propias sugerencias creativas con respecto a sus respectivos personajes. Él y el elenco formaron una relación cercana mientras vivieron juntos durante cuatro meses, lo que les permitió crear los personajes «de una manera que nunca hubiera tenido la oportunidad de hacer» si no fuera por los protocolos de la pandemia. Las medidas de seguridad cuestan aproximadamente $ 9 millones, incluidas las habitaciones del hotel. Jurassic World: Dominion fue una de las primeras películas importantes en reanudar la producción durante la pandemia. Con respecto a la seguridad de COVID-19, Universal consideró que la película era ideal para reanudar, ya que requería pocas ubicaciones reales fuera de los decorados del estudio, y tenía un elenco relativamente pequeño y pocos extras. El inicio más temprano de la filmación en Inglaterra también facilitó la reanudación. La película sirvió de ejemplo para otras producciones importantes sobre cómo reanudar durante la pandemia.
Los lugares de rodaje durante julio de 2020 incluyeron Black Park, ubicado junto a Pinewood Studios. Neill, Dern y Goldblum comenzaron a filmar a principios de agosto de 2020. En ese momento, un total de cuatro miembros de la tripulación en Inglaterra habían dado positivo por COVID-19, y otros cuatro dieron positivo en Malta después de llegar allí antes de la producción. El equipo de la segunda unidad iba a rodar en Malta con Pratt, Howard y Neill, pero los planes de filmar allí se redujeron unas semanas antes de la filmación, después de un aumento en los casos positivos de COVID-19. Como resultado del aumento de casos, el Reino Unido agregó a Malta a una lista de países en los que las personas que llegan de allí deben permanecer en cuarentena durante 14 días. Trevorrow reescribió las escenas ambientadas en Malta y los decorados se reconfiguraron para continuar con el rodaje.  Los actores ya no formaron parte del rodaje en Malta, que en su lugar estuvo a cargo de un equipo de la segunda unidad. El rodaje en Malta estaba en marcha a finales de agosto de 2020, y continuó hasta septiembre. Entre los lugares de rodaje de Malta se encontraba la ciudad de Floriana, donde se filmó la escena de un accidente automovilístico. La segunda unidad también filmó planos de establecimiento en Malta. En una escena de persecución en La Valeta, una manada de Atrociraptor persigue a Claire por los tejados mientras Owen huye de los dinosaurios en motocicleta. Filmar la persecución fue complicado y requirió hasta nueve cámaras filmando simultáneamente. Pratt filmó su parte de la persecución en un estudio de pantalla azul del Reino Unido, montando una bicicleta estacionaria en una caminadora.
Después del rodaje de Malta, el rodaje continuó en Pinewood Studios. Debido a la reprogramación causada por el retraso de la pandemia, Trevorrow y Johnson habían tenido problemas para encontrar un momento ideal en el calendario de filmación de Johnson, ya que también estaba listo para reanudar la producción de Stumptown antes de que fuera cancelada. El rodaje se detuvo parcialmente el 7 de octubre de 2020, después de que varias personas dieron positivo por COVID-19. Aunque las personas luego dieron negativo, los protocolos de seguridad de la película requerían un período de cuarentena de dos semanas. Durante el cierre parcial, los miembros principales del reparto continuaron filmando secuencias secundarias, antes de una reanudación completa de la producción a finales de mes. El rodaje concluyó el 7 de noviembre de 2020, después de casi 100 días de rodaje.

### Posproducción
Una vez concluida la filmación, Trevorrow trabajó en la película en un granero detrás de su casa en el Reino Unido que se había convertido en una instalación de posproducción. El estreno de la película se había retrasado previamente un año debido a la pandemia, y esto le dio tiempo a Trevorrow para trabajar en los efectos visuales, la mezcla de sonido y la música como procesos separados, a diferencia de la mayoría de las películas. Cuando los efectos visuales estaban casi terminados, Trevorrow proyectó la película casi terminada para amigos y fanáticos de Jurassic Park para obtener comentarios y realizar las mejoras necesarias. Dijo: «Esta vez ha sido un proceso mucho más complicado con la audiencia». La película fue terminada el 6 de noviembre de 2021.

## Música
La banda sonora de la película fue compuesta por Michael Giacchino, quien compuso la banda sonora de las películas anteriores de Jurassic World. La partitura se grabó en los Abbey Road Studios de Inglaterra durante un período de 10 días, que concluyó en mayo de 2021.

## Marketing
En junio de 2021 se lanzó una vista previa de cinco minutos de la película, adjunta a las proyecciones de IMAX de F9. Trevorrow inicialmente tenía la intención de que este metraje actuara como los primeros cinco minutos de la película, antes de decidir eliminarlo del corte final. El metraje fue lanzado en línea el 23 de noviembre de 2021, como un cortometraje independiente y un prólogo para promover Jurassic World: Dominion. El prólogo incluye un segmento prehistórico ambientado en el Cretácico, durante el cual un Giganotosaurus mata a un T. rex en la batalla. El prólogo establece una rivalidad actual entre los dos animales, como clones, en la película principal.
En mayo de 2022, a un mes del estreno de la película, se lanzó Dino Tracker, un sitio web interactivo para la promoción de Jurassic World: Dominion. En este, los usuarios podían ver un mapa del mundo con las supuestas ubicaciones geográficas de varias especies que se han extendido en los cuatro años desde los eventos de Fallen Kingdom. Cada ficha destaca una ubicación y una foto o video del avistamiento, mostrándose como grabaciones capturadas por ciudadanos cotidianos con sus teléfonos o cámaras de vigilancia.
Mattel y Lego lanzaron juguetes basados en la película, junto con Funko y Tamagotchi.

## Estreno
Jurassic World: Dominion tuvo su estreno en Ciudad de México el 23 de mayo de 2022. La película comenzó su estreno en cines el 1 de junio de 2022, comenzando en México y Corea del Sur. En los Estados Unidos, Dominion fue estrenada en cines por Universal Pictures el 10 de junio. Su estreno estaba previsto para el 11 de junio de 2021, pero se retrasó debido a la pandemia.

### Medios domésticos
Jurassic World Dominion se lanzó en compra y alquiler digital junto con el otro lanzamiento de Universal The Black Phone el 14 de julio de 2022, y está programado para transmitirse en El sitio web Peacock de Universal dentro de los cuatro meses posteriores a su estreno en cines, como parte de un acuerdo de 18 meses. Luego, la película se trasladaría a Amazon Prime Video durante 10 meses, antes de regresar a Peacock durante los últimos cuatro meses. Después de ese acuerdo de 18 meses, se transmitirá en la plataforma Starz como parte del acuerdo de licencia posterior a Pay-One de Universal con la red. Amazon anunció que se lanzaría en DVD, Blu-ray y 4K Ultra HD el 31 de diciembre de 2022.
Se lanzo un Corte del director extendido de 2 horas y 41 minutos para Blu Ray qué añade 14 minutos y medio de escenas eliminadas de la película 

## Recepción

### Taquilla
En Estados Unidos y Canadá, se proyecta que Jurassic World: Dominion recaude alrededor de $125 millones en 4600 salas de cine en su primer fin de semana.
Fuera de EE. UU. y Canadá, la película recaudó 55,7 millones de dólares en 15 de los primeros mercados extranjeros.

### Crítica
En el agregador de revisiones Rotten Tomatoes, el 28 % de las 394 reseñas de los críticos son positivas, con una calificación promedio de 4.8/10. El consenso del sitio web dice: «Jurassic World: Dominion puede que mejore un poco con respecto a sus predecesoras inmediatas en algunos aspectos, pero esta franquicia ha retrocedido mucho desde su clásico comienzo». En el sitio web Metacritic, que usa un promedio ponderado, asignó a la película una puntuación de 38 de 100 sobre la base de 59 críticos, lo que indica «reseñas generalmente desfavorables».
Esto lo convierte en la película con la calificación más baja de la franquicia de Jurassic Park en ambos sitios

### Premios y nominaciones
| Premio                  | Fecha de la ceremonia  | Categoría                                | Nominados                | Resultado | Ref.    |
| ----------------------- | ---------------------- | ---------------------------------------- | ------------------------ | --------- | ------- |
| Premios Saturn          | 25 de octubre de 2022  | Mejor película de ciencia ficción        | Jurassic World: Dominion | Nominada  | [ 151 ] |
| Premios Saturn          | 25 de octubre de 2022  | Mejores efectos especiales/visuales      | David Vickery            | Nominado  | [ 151 ] |
| Premios People's Choice | 6 de diciembre de 2022 | Mejor película de 2022                   | Jurassic World: Dominion | Nominada  | [ 152 ] |
| Premios People's Choice | 6 de diciembre de 2022 | Mejor película de acción de 2022         | Jurassic World: Dominion | Nominada  | [ 152 ] |
| Premios People's Choice | 6 de diciembre de 2022 | Mejor estrella de cine masculina de 2022 | Chris Pratt              | Nominado  | [ 152 ] |
| Premios People's Choice | 6 de diciembre de 2022 | Mejor estrella de acción de 2022         | Chris Pratt              | Nominado  | [ 152 ] |

## Futuro
Jurassic World: Dominion concluye la segunda trilogía cinematográfica y la historia que comenzó en la trilogía original, aunque Marshall no ha descartado la posibilidad de futuras películas. En enero de 2022, dijo: «Nos vamos a sentar y vamos a ver cuál es el futuro».
El 5 de febrero de 2024, la cuenta oficial de Jurassic World en X subió una entrada donde aparecía el logo del icónico Tiranosaurio esqueleto y abajo pone una fecha señalando el día «2 July 2025» (2 de julio de 2025) anunciando la séptima entrega.